# Schul- und Rabbinatsgebäude (Fischach)

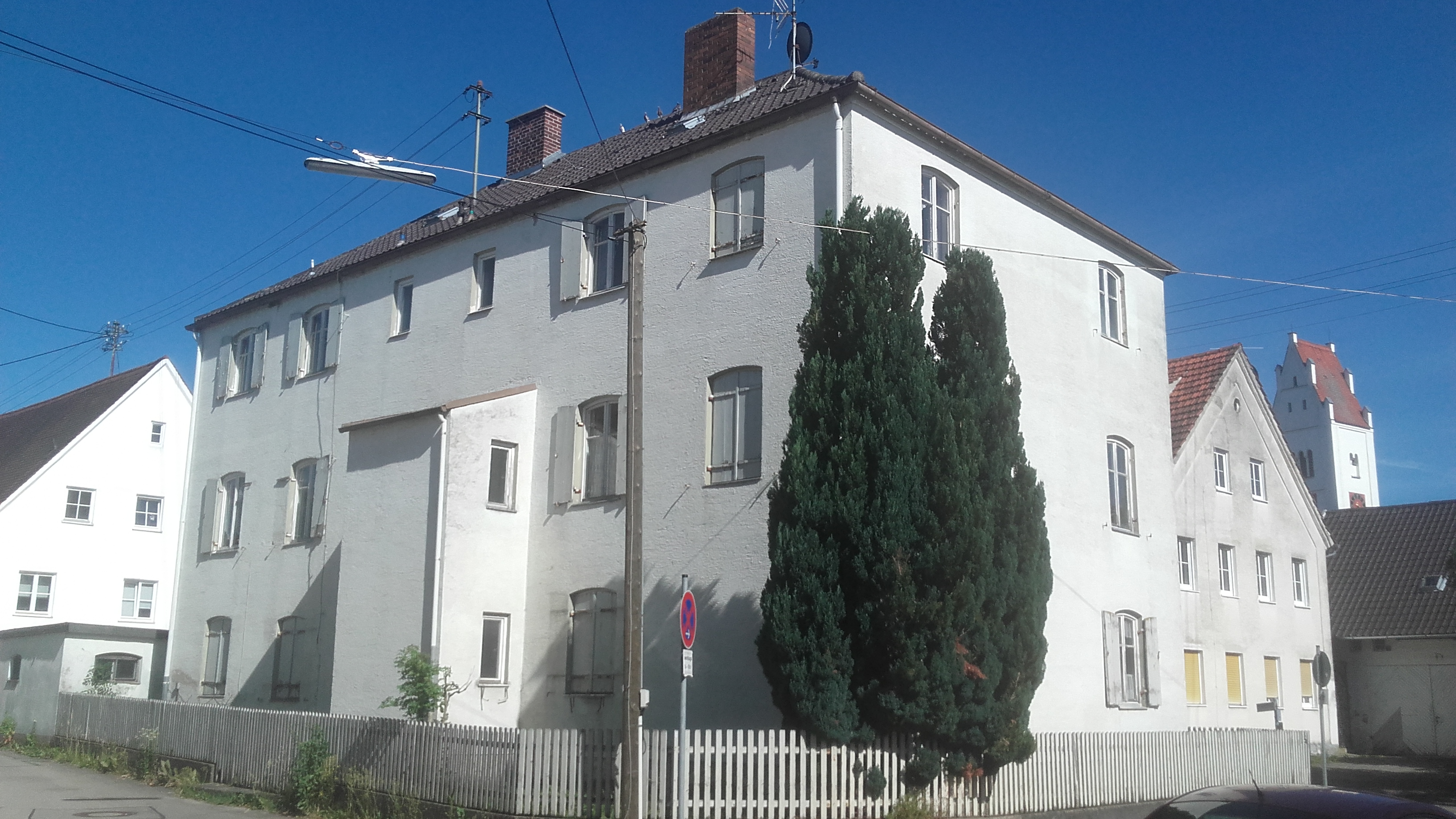
Ehemaliges Schul- und Rabbinatsgebäude in Fischach

Das ehemalige Schul- und Rabbinatsgebäude in der schwäbischen Marktgemeinde Fischach wurde zwischen 1845 und 1847 im Judenhof neben der Synagoge erbaut und bis 1939 von der israelitischen Kultusgemeinde genutzt. In dem Gebäude mit der Adresse Am Judenhof 6 war von 1862 bis 1939 eine jüdische Elementarschule (auch israelitische Volksschule genannt) untergebracht. Zudem befand sich dort eine Rabbiner- und Lehrerwohnung und ein Kellerquellenbad (Mikwe). Bei dem Gebäude, das von den Einheimischen auch einfach als ehemalige Judenschule bezeichnet wird, handelt es sich um einen dreigeschossigen Walmdachbau, der als Baudenkmal in die Bayerische Denkmalliste eingetragen ist.

## Geschichte
Seit der Einführung der Schulpflicht im Jahre 1802 besuchten alle Kinder in Fischach (ungeachtet der Konfession) die katholische Volksschule. In der ersten Hälfte des 19. Jahrhunderts wuchs die Zahl der jüdischen Gemeindemitglieder in Fischach stark an. Zeitweise wohnten sogar mehr Juden als Christen im Ort. So setzte sich beispielsweise im Jahre 1840 gemäß einer Zählung des Landgerichts die Einwohnerschaft aus 253 Katholiken und 289 Juden zusammen.
Bei den jüdischen Gemeindemitgliedern kam in dieser Zeit der Wunsch auf, ihre Kinder in einer jüdischen Elementarschule unterrichten zu lassen. Daher errichtete die israelitischen Kultusgemeinde von 1845 bis 1847 unmittelbar neben der Synagoge ein Gemeindehaus, welches die benötigten Räumlichkeiten für eine Schule und eine Rabbiner- und Lehrerwohnung zur Verfügung stellte. Im Jahre 1862 nahm der jüdische Lehrer Israel Wahler den Schuldienst in Fischach auf.
Nach der Machtübernahme der Nationalsozialisten versuchten immer mehr Fischacher Juden auszuwandern. Zu diesem Zweck wurde zwischen 1937 und 1939 in dem Gebäude auch ein jüdisches Ausbildungsheim zur landwirtschaftlichen Umschulung für Ausreisewillige nach Israel betrieben. Als der jüdische Lehrer Ludwig Stein Fischach verließ, musste die Schule im Jahre 1939 geschlossen werden. 1942 kaufte die Gemeinde Fischach das ungenutzte Gebäude für 6500 Reichsmark und richtete darin zwei Schulsäle und fünf Wohnungen ein. Nach dem Zweiten Weltkrieg verlor die Gemeinde das Eigentumsrecht an dem Gebäude. Sie nutzte es vorübergehend weiter, lehnte einen erneuter Ankauf zunächst aufgrund des desolaten Zustands jedoch ab. Erst 1953 entschied sich die Gemeinde für den Kauf. Später kam es dann wieder in private Hände und wurde als Wohngebäude genutzt.

## Gegenwart
Die Marktgemeinde Fischach plant das Gebäude wieder anzukaufen und anschließend im Zuge der Erneuerung der Ortsmitte zu sanieren. Anschließend soll es für öffentliche Zwecke genutzt werden. So wurde 2015 bekannt gegeben, dass darin ein Museum eingerichtet werden soll, das unter anderem auch die jüdische Geschichte in Fischach dokumentiert. Ein Nutzungskonzept konnte aus Kostengründen (Stand Dezember 2023) noch nicht beauftragt werden. Es gibt jedoch Überlegungen, dass neben dem Museum auch die Fischacher Musikschule in das Gebäude einziehen soll.